# Lophonetta specularioides
Lophonetta specularioides е вид птица от семейство Патицови (Anatidae), единствен представител на род Lophonetta.

## Разпространение
Видът е разпространен в Аржентина, Боливия, Перу, Фолкландски острови и Чили.